# Génicourt-sur-Meuse
Génicourt-sur-Meuse is een gemeente in het Franse departement Meuse (regio Grand Est) en telt 234 inwoners (1999).

## Geschiedenis
Vanaf de oprichting op 30 januari 1790 maakte de gemeente Génicourt-sur-Meuse deel uit van het kanton Verdun. Op 1 januari 1973 fuseerde het met Dieue tot de gemeente Dieue-Génicourt. Deze gemeente werd bij de opheffing van het kanton Verdun op 23 juli 1973 ingedeeld bij het nieuwe kanton Verdun-Est. Op 31 januari werd de gemeente Dieue-Génicourt weer gesplitst. In maart 2015 werd het kanton Verdun-Est opgeheven en werden zowel Dieue-sur-Meuse als Génicourt-sur-Meuse ingedeeld bij het het tegenwoordige kanton Dieue-sur-Meuse.

## Geografie
De oppervlakte van Génicourt-sur-Meuse bedraagt 8,0 km², de bevolkingsdichtheid is 29,3 inwoners per km².
De onderstaande kaart toont de ligging van Génicourt-sur-Meuse met de belangrijkste infrastructuur en aangrenzende gemeenten.

## Demografie
Onderstaande figuur toont het verloop van het inwonertal (bron: INSEE-tellingen).